# Silvio Herklotz
Silvio Herklotz (Blankenfelde-Mahlow, 6 de mayo de 1994) es un ciclista alemán que fue profesional entre 2013 y 2018.

## Palmarés
2013
- Tour de Alsacia, más 1 etapa

2014
- Gran Premio Palio del Recioto

2015
- Tour de Düren

## Resultados en Grandes Vueltas
| Carrera | Carrera         | 2013 | 2014 | 2015 | 2016 | 2017 | 2018 |
| ------- | --------------- | ---- | ---- | ---- | ---- | ---- | ---- |
|         | Giro de Italia  | —    | —    | —    | —    | —    | —    |
|         | Tour de Francia | —    | —    | —    | —    | —    | —    |
|         | Vuelta a España | —    | —    | —    | Ab.  | —    | —    |

—: no participa

Ab.: abandono